# Matthieu Tordeur
Matthieu Tordeur, né le 4 décembre 1991 à Rouen, est un aventurier, conférencier, auteur et réalisateur français, membre de la Société des explorateurs français. En 2019, il devient le plus jeune explorateur au monde et le premier Français à rallier le pôle Sud à ski, en solitaire et sans ravitaillement,,,. Ses aventures et expéditions l'ont mené dans plus de 90 pays.

## Biographie
Matthieu Tordeur est originaire de Mont-Saint-Aignan et est né le 4 décembre 1991 à Rouen. C'est le scoutisme et les aventures de Tintin qui lui donne le goût de l’aventure. Il fait ses études à King's College de Londres et à l'Institut d'études politiques de Paris.

## Expéditions

### Expéditions polaires
- 2024, expédition scientifique en kite-ski au Groenland, 1500 km d'Ilulissat à Qaanaaq, avec la glaciologue Heïdi Sevestre en 2024[7].
- 2024, expédition scientifique au pôle Nord géographique (annulation)[8].
- 2023, expédition en ski sur le passage du Nord-Ouest, 400 km de Cambridge Bay à Gjoa Haven avec l'alpiniste et aventurière Anja Blacha[9].
- 2020, expédition en kite-ski au Groenland, 1000 km de Kangerlussuaq à Upernavik avec l'explorateur belge Dixie Dansercoer[10],[11].
- 2019, Expédition Objectif Pôle Sud : le 13 janvier 2019 après 51 jours d'expédition, il devient le plus jeune explorateur au monde et le premier Français à rallier le pôle Sud (1130 km depuis Hercules Inlet), en ski, en solitaire et sans ravitaillement[12],[13].

### Autres expéditions
- 2023, descente en packraft de la Vjosa, dernier fleuve sauvage d'Europe[14].
- 2023, expédition à la voile en péninsule Antarctique, d'Ushuaïa jusqu'en Baie Marguerite[15].
- 2022, traversée des Pyrénées à pied, par la Haute randonnée pyrénéenne (HRP).
- 2021, expédition sur le plus long glacier de montagne du monde, le glacier Fedchenko au Tadjikistan, avec l'écrivain-voyageur Cédric Gras[16].
- 2021, la Haute Route en ski de randonnée (de Chamonix à Zermatt) avec Lise Billon, Inès Dussaillant et Cédric Gras[17]
- 2018, traversée du Sahara du Caire à Khartoum à vélo électrique[18].
- 2017, Karakoram Highway à vélo de Kachgar à Abbotabad[19].
- 2017, participation au Marathon des Sables[20].
- 2016, descente de la Seine en kayak de Vernon à Honfleur[21].
- 2015, participation à la Transcontinental Race en 2015 (abandon)[22].
- 2013 - 2014, tour du monde en 4L pour promouvoir la microfinance, 50 000 km à travers 40 pays.

## Engagement écologique
Il s’appuie sur son vécu pour transmettre et montrer concrètement les risques environnementaux, notamment dans des écoles. À ce sujet, il déclare sur France Inter : 

« Ce jour, ça a été un électrochoc pour moi, parce qu'évidemment, le phénomène de réchauffement climatique, je le connaissais, mais le vivre dans ma chair, vraiment sur le continent, et voir ces chutes de neige exceptionnelles et ces températures élevées, c'est un élément qui va mettre en péril mon rêve de gosse et mon expédition. Ça m'a donné une forme de responsabilité pour en parler, pour témoigner. »

Il est administrateur du fonds de dotation Témoins Polaires qui a pour vocation de faire « œuvre utile » en témoignant des dérèglements climatiques en faisant connaître, aimer, respecter les pôles, symboles de la beauté et de la fragilité de notre planète.
Il fait aussi partie du fonds de dotation Paul-Émile Victor qui vise à préserver et faire connaître l’œuvre de Paul-Émile Victor, ethnologue et explorateur polaire. Il a notamment co-créé la Bourse de l’Exploration qui soutient des projets d’exploration pluriels en lien avec la préservation de l’Homme et de la nature.

## Publications
- Matthieu Tordeur, "Pôle Sud", participation à l'ouvrage collectif dirigé par Jean-Christian Kipp et Olivier Weber, Récits d'aventuriers - Voyages, Explorations et Péripéties, Éditions de l'Aube, 2024.
- Matthieu Tordeur, "La dépose sur le Continent blanc", participation au recueil collectif dirigé par Élodie Broussard, Mémoires poétiques d'explorateurs, Éditions Les Belles Lettres, 2024.
- Matthieu Tordeur, Le Continent blanc — 51 jours seul en Antarctique[25], Robert Laffont, 2020.
- Nicolas Auber et Matthieu Tordeur, 4L, Un tour du monde du microcrédit[26], préface de Muhammad Yunus, Magellan & Cie, 2016.

## Filmographie

### Documentaires
- Marins des Glaces, documentaire en réalité virtuelle (8 min), VisionR, 2024.
- Fedchenko, le glacier oublié, documentaire (48 min), 2022.
- Participation au documentaire La Haute Route au fil des glaciers, documentaire (52 min), Ushuaïa TV, 2022.
- Le Sahara en Solex, documentaire (26 min), Ushuaïa TV, 2021.
- À la conquête du pôle Sud, documentaire en réalité virtuelle (11 min), Ushuaïa TV, 2019.
- Le Parrain du pôle, documentaire (26 min), Ushuaïa TV, 2019.
- Objectif Pôle Sud, documentaire (52 min), Ushuaïa TV, 2019.
- Microcrédit en 4L, un tour du monde du microcrédit, documentaire (52 min). Prix Spécial Ushuaïa TV à Grand Bivouac (2017)[27].

### Autres participations
- France 5 : Échappées belles : Norvège, terre d'aventures avec Ismaël Khelifa, décembre 2022[28].
- Canal+ : Profession : Explorateur avec Antoine de Caunes, octobre 2020[29].

## Distinctions
- Vanity Fair 30 under 30, palmarès 2022[30].
- Prix Paul-Émile Victor de l'Aventure du Cœur et d'Ailleurs 2021 pour l'ouvrage Le Continent blanc publié chez Robert Laffont[31].
- Guinness World Records 2019 pour la plus jeune personne au monde à rallier le pôle Sud en skis, en solitaire et sans ravitaillement[32].